# 坊城家
坊城家（ぼうじょうけ）は、藤原北家勧修寺流勧修寺家の支流にあたる公家・華族の家。公家としての家格は名家、華族としての家格は伯爵家。「小川坊城」とも称する。

## 歴史

### 封建時代
鎌倉時代に吉田家（甘露寺家）の分流にあたる権中納言坊城定資の長男俊実（坊城俊定の孫、坊城経俊の曽孫）が創家した。
「坊城」は勧修寺流の由緒ある号であり、初めて用いたのは勧修寺流の祖高藤の七世孫である為房であり、その息子為隆も坊城を号している。為隆の四世孫吉田資経の後、為経（嫡流甘露寺家および清閑寺家の系譜の祖）、経俊（勧修寺家・中御門家・坊城家の系譜の祖）、資通（万里小路家の家祖）の三流に分かれた。経俊も坊城を号し、その孫の定資の後、坊城家の家祖である俊実、勧修寺家の祖である経顕、町家の祖である経量の三流に分れたのが、勧修寺流支流家の家名としての坊城家の始まりである。
定資は死去の二年前の嘉暦3年（1328年）に遺産分譲について定め、長男の坊城俊実には越前国内の4個所の荘園と、家地として吉田第を与えたが、所領の大半を譲られたのは次男の勧修寺経顕の方だった。吉田第も俊実に与えられるのは一代限りで死後は経顕に返還するよう定められていた。このことから定資の嫡流は経顕の系譜（勧修寺家）であり、坊城家は長男の系譜でありながら傍流となった。
坊城家の公家としての家格は名家、内々。儒学・有職故実を家職とする。位階は正二位権大納言を家例とするが、歴代当主のうち俊任、俊広、俊清、俊明、俊克は従一位に登っている。
文明3年（1471年）に俊実の六世孫坊城俊顕が後継ぎなく死去した後、勧修寺教秀の従兄弟である権中納言勧修寺経茂の子俊名が養子相続し、権中納言まで登ったが、経済的困窮で養子を迎え入れることができず、彼が天文9年（1540年）に78歳で死去した時も後継ぎがなく60年近く中絶することを余儀なくされた。
安土桃山時代に勧修寺晴豊の三男俊昌によって再興した。俊昌の長男経広は本家の勧修寺家の養子を継いでいる。
江戸時代の家禄は180石。江戸期の当主のうち俊明、俊克は武家伝奏を務めた。

### 明治以降
坊城俊政の代に明治維新を迎え、明治2年（1869年）6月17日の行政官達で公家と大名家が統合されて華族制度が誕生すると坊城家も公家として華族に列した。
明治3年12月10日に定められた家禄は、現米で270石2斗。明治9年8月5日の金禄公債証書発行条例に基づき家禄と引き換えに支給された金禄公債の額は1万2240円30銭（華族受給者中330位）。
明治前期に俊政は宮内省で式部頭を務め、東京府神田区駿河台鈴木町に邸宅を構えた。当時の家令は岡本清資。
明治17年（1884年）7月7日の華族令の施行で華族が五爵制になると大納言宣任の例多き旧堂上家として当時の当主俊章（としあや）が伯爵位を授けられた。俊章はロシア・ドイツ留学後、陸軍軍人となり、陸軍中佐まで累進。後に貴族院議員に就任した。
明治39年に俊章が死去し、長男坊城俊徳が爵位と家督を相続したが、襲爵から5年弱の明治44年に死去したため、その弟俊良が爵位と家督を相続。俊良は宮内省に入省して侍従、皇太后宮大夫などを務め、その後伊勢神宮大宮司を務めた。彼の代の昭和前期に坊城伯爵家の邸宅は東京市麻布区笄町にあった。
その子俊民（としたみ）は東京都立高校の教諭、校長を歴任。1951年（昭和26年）以来、宮中で行われる歌会始の講師（こうじ）を務め、披講会会長を務めた。
甥の坊城俊成は一般社団法人霞会館会員、堂上会会員、1981年から宮中で行われる歌会始の所役を三十余年、講師（こうじ）を二十三回務める。
東京市麻布区笄町にあった坊城伯爵家の邸宅（昭和初期）
- 坊城伯爵邸
- 坊城伯爵邸
- 坊城伯爵邸の一室

## 歴代当主
※ （）内は生没年
1. 坊城俊実 （1296年 - 1350年）
2. 坊城俊冬 （1319年 - 1367年）
3. 坊城俊任 （1346年 - 不詳）
4. 坊城俊継 （不詳 - 1412年）
5. 坊城俊国 （不詳 - 1426年）
6. 坊城俊秀 （1423年 - 1465年）
7. 坊城俊顕 （1443年 - 1471年）
8. 坊城俊名 （1463年 - 1540年）
9. 坊城俊昌 （1582年 - 1609年）
10. 坊城俊直 （1606年 - 1688年）
11. 坊城俊完 （1609年 - 1662年）
12. 坊城俊広 （1626年 - 1702年）
13. 坊城俊方 （1662年 - ?）
14. 坊城俊清 （1667年 - 1743年）
15. 坊城俊将 （1699年 - 1749年）
16. 坊城俊逸 （1727年 - 1773年）
17. 坊城俊親 （1757年 - 1800年）
18. 坊城俊明 （1782年 - 1860年）
19. 坊城俊廸 （1808年 - 1810年）
20. 坊城俊克 （1802年 - 1865年）
21. 坊城俊政 （1826年 - 1881年）
22. 坊城俊章 （1843年 - 1906年)
23. 坊城俊徳 （1889年 - 1911年）
24. 坊城俊良 （1893年 - 1966年）
25. 坊城俊民 （1917年 - 1990年）
26. 坊城俊周 （1927年 - 2011年）
27. 坊城俊成 （1962年 - ）[13][14]